# Ulica Ignacego Mościckiego w Krakowie
Ulica Ignacego Mościckiego – ulica w Krakowie, w dzielnicy XVIII Nowa Huta, w Nowej Hucie.
Łączy ulicę Obrońców Krzyża z ulicą Stanisława Wojciechowskiego. W połowie długości ulicy znajduje się skrzyżowanie z Aleją Róż. Ulica Mościckiego jest  jednojezdniowa. 
Ulica wchodzi w skład układu urbanistycznego dzielnicy Nowa Huta w Krakowie, będącego reprezentatywnym przykładem urbanistyki socrealizmu w Polsce wpisanego do rejestru zabytków (Polska). Generalnym projektantem był Tadeusz Ptaszycki, koncepcję urbanistyczną opracowywali Bolesław Skrzybalski (1922–2006), Stanisław Juchnowicz, Tadeusz Rembiesa (1924–1980).

## Historia
Ulica została wytyczona podczas lokacji Nowej Huty. Powstała około 1949 roku i wtedy też ukształtowała się jej obecna forma. W 1953 roku nadano ulicy nazwę ul. Michaiła Pawłowicza Demakowa, inżyniera, doradcy technicznego przy budowie Huty im. Lenina, który zginął w wypadku samochodowym 23 lutego 1953.

W 1991 roku Rada Miasta Krakowa nadała ulicy obecną nazwę dla upamiętnienia Ignacego Mościckiego, polskiego chemika, polityka, w latach 1926–1939 trzeciego prezydenta Rzeczypospolitej Polskiej.

## Zabudowa
- W ciągu ulicy znajdują się: osiedle Krakowiaków, osiedle Górali, osiedle Sportowe i osiedle Zielone.[7].
- Na os. Górali znajduje się Muzeum Czynu Zbrojnego. Przed muzeum stoi ciężki czołg IS-2[8].
- Na osiedlu Krakowiaków 47 mieści się Szkoła Podstawowa im. Świętego Wincentego Pallottiego[9].
- W miejscu gdzie ulica Mościckiego łączy się z ulicą Obrońców Krzyża, na osiedlu Teatralnym swoją siedzibę ma Teatr Ludowy.

## Galeria zdjęć

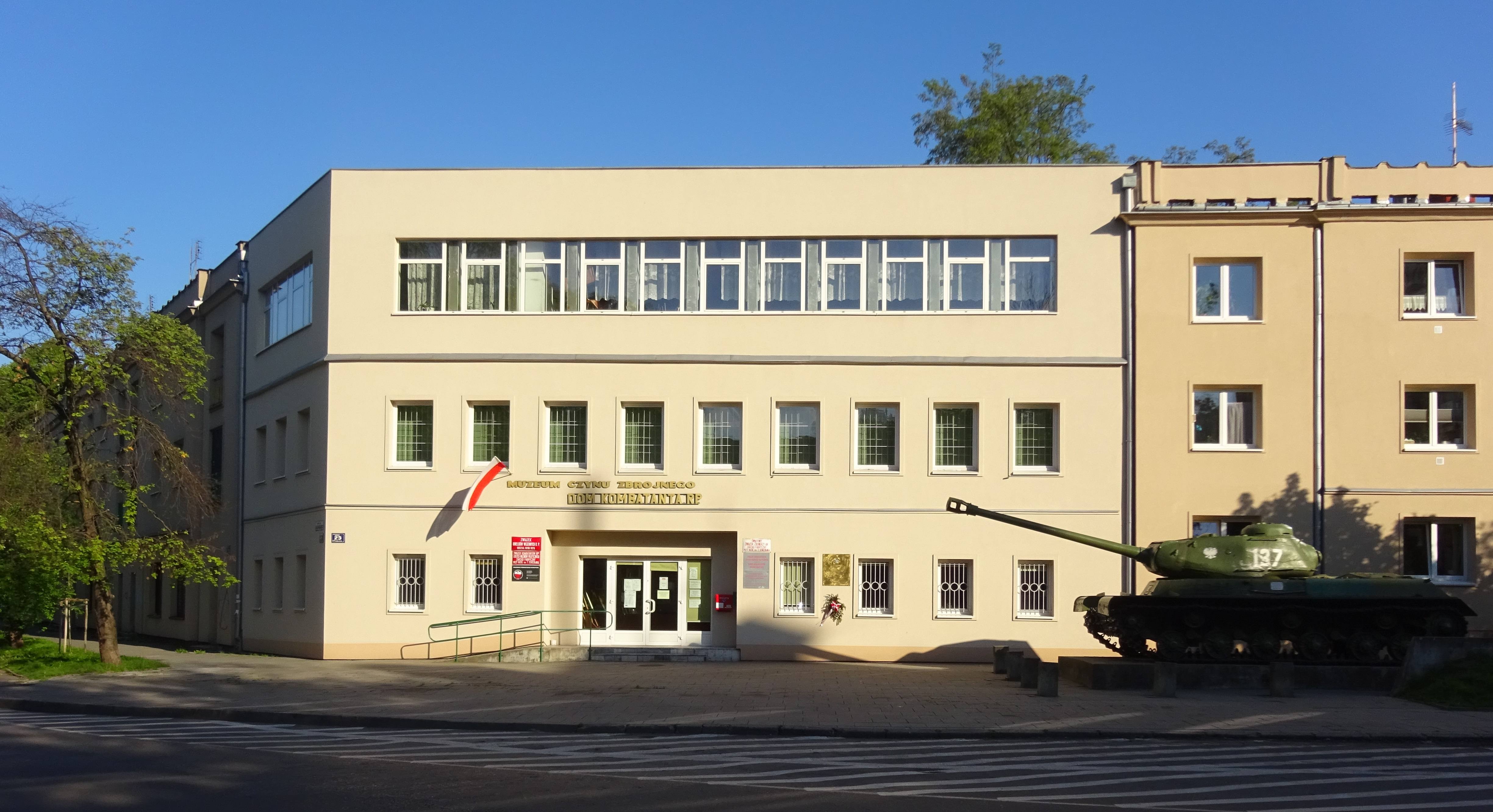
Muzeum Czynu Zbrojnego na os. Górali
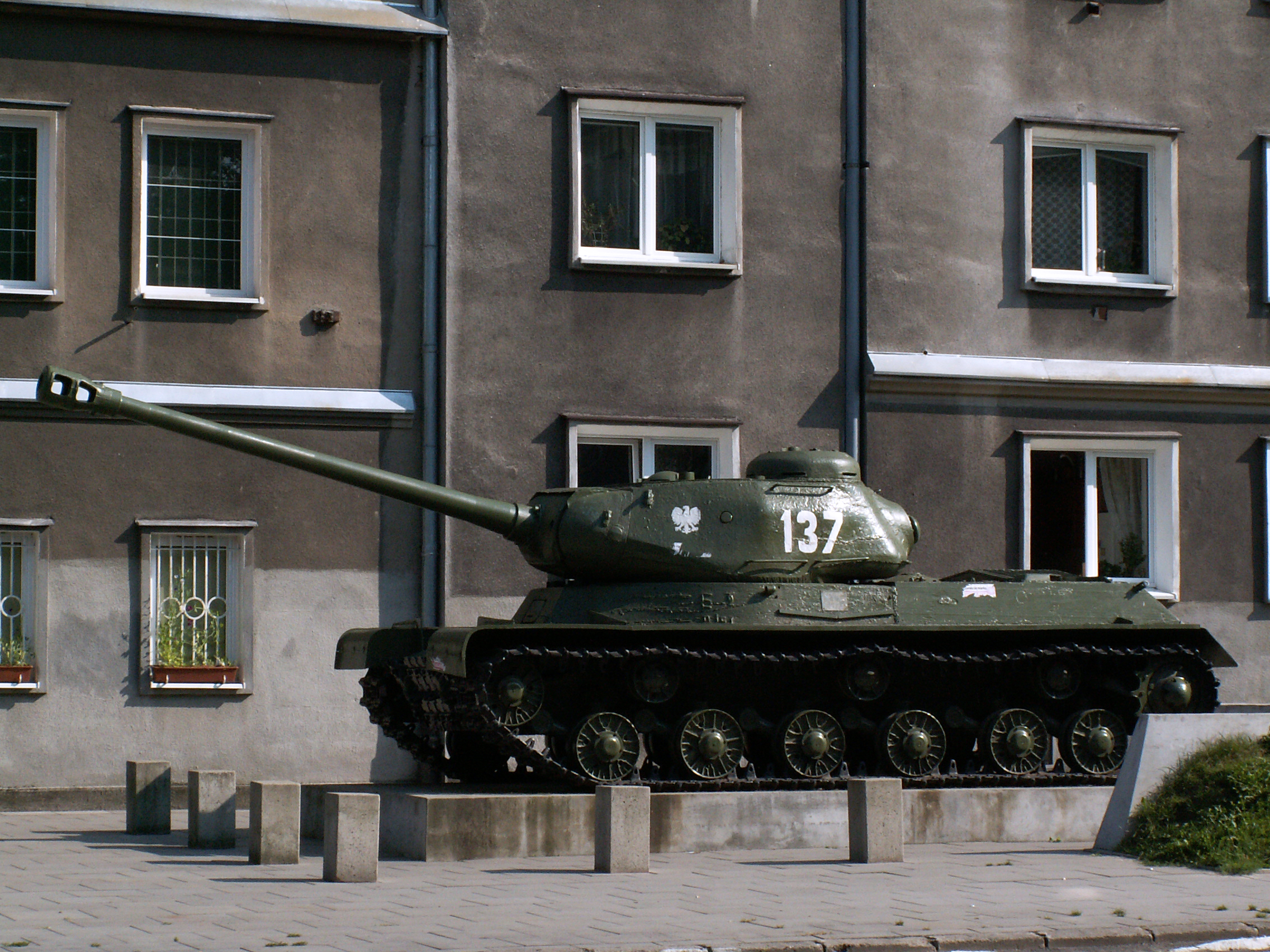
Czołg IS-2 przy ulicy Mościckiego
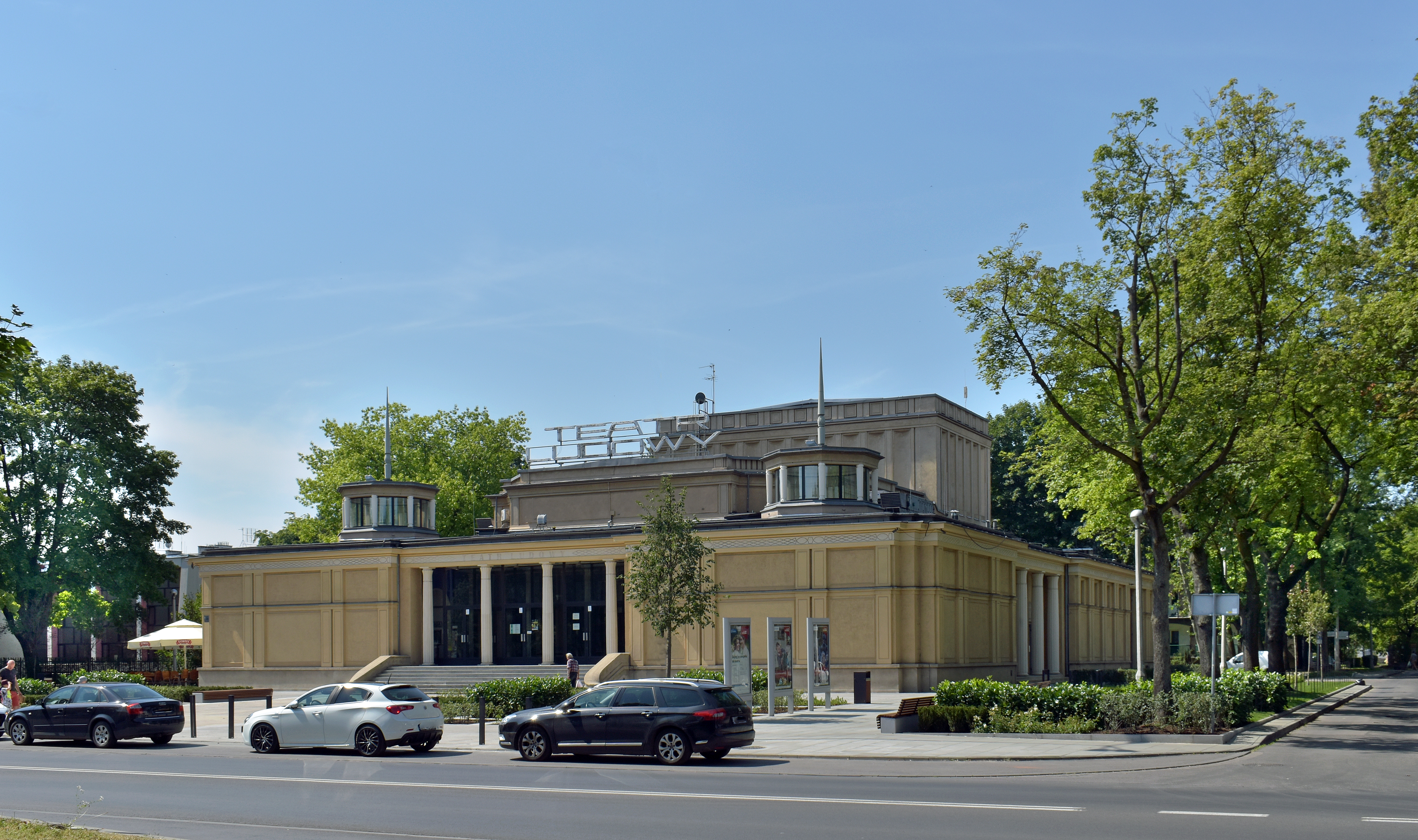
Teatr Ludowy, os. Teatralne
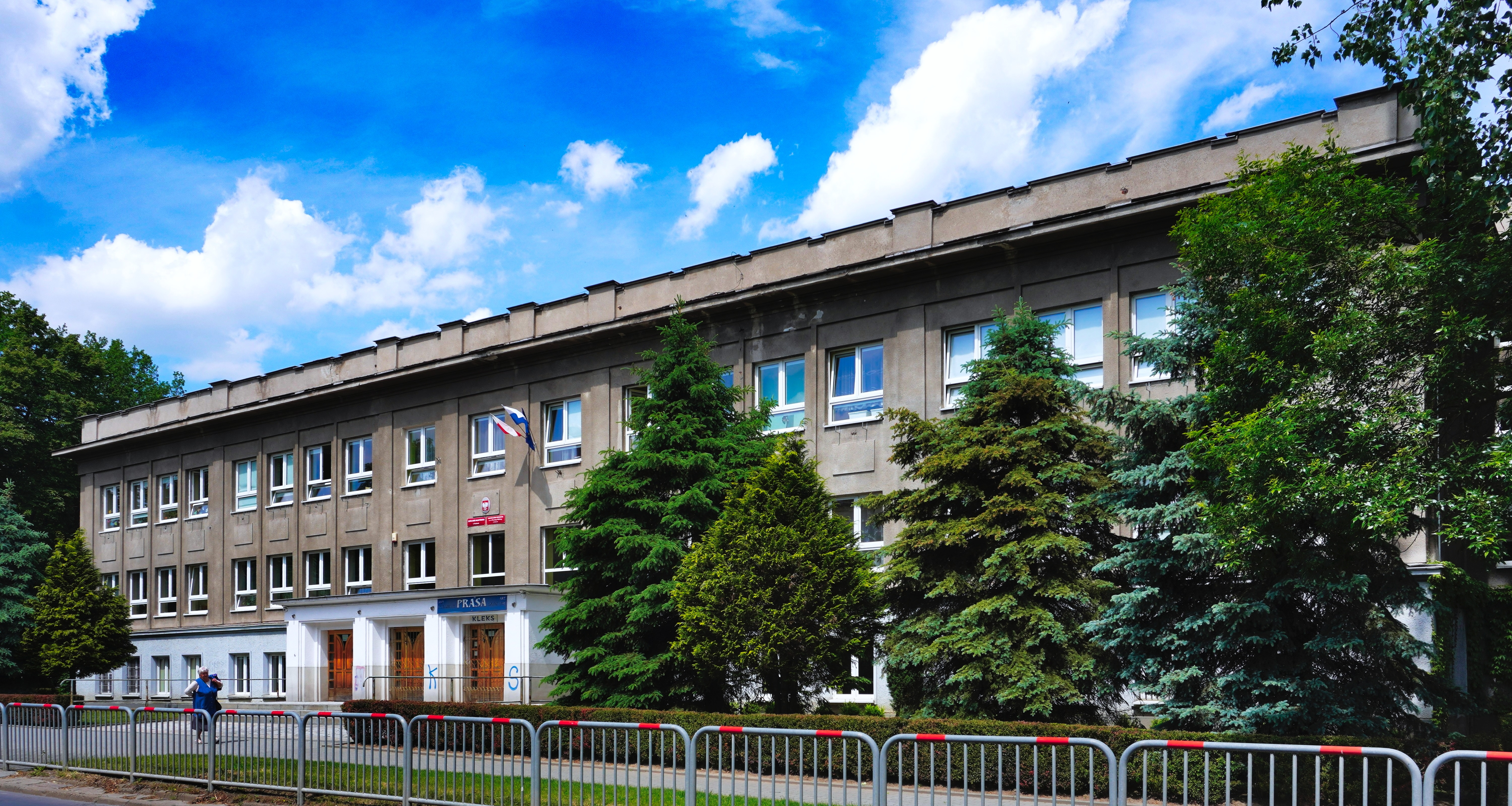
Szkoła podstawowa na os. Krakowiaków